# 多雄蕊商陆
多雄蕊商陆（学名：Phytolacca polyandra）为商陆科商陆属下的一个种。